# Семиохин, Иван Александрович
Иван Александрович Семиохин (1923-?) — химик, доктор химических наук, заслуженный профессор МГУ, участник Великой Отечественной войны, лауреат премии Совета Министров СССР, заслуженный химик Российской Федерации.

## Биография
Родился 28 августа 1923 года в Рязанской области.
Участник Великой Отечественной войны. Награждён медалями «За победу над Германией в Великой Отечественной войне 1941—1945 гг.», «За доблестный труд в Великой Отечественной войне 1941—1945 гг.».
Окончил химический факультет МГУ (1948). После выпуска поступил на работу (с 1948) во вновь созданную лабораторию катализа и газовой электрохимии. Учился в аспирантуре у Н. И. Кобозева.
Защитил (1951) диссертацию «Физико-химическое исследование синтеза перекиси водорода и озона в тихом электрическом разряде» на учёную степень кандидата химических наук. Защитил (1970) диссертацию «Исследование кинетики некоторых реакций и перераспределения изотопов в тихом электрическом разряде» на учёную степень доктор химических наук. Профессор кафедры физической химии химического факультета (1978—2015).
Область научных интересов: кинетика химических реакций и разделение стабильных изотопов (литий, углерод, азот, кислород); физико-химические процессы в импульсном разряде источников высокоинтенсивного света, в химических лазерах и с применением лазеров для разделения изотопов. Участвовал в разработке новых методов синтеза ракетных окислителей и монотоплив. Впервые в мире синтезом из элементов получил чистую высококонцентрированную (87,1 %) перекись водорода — метод получения был внедрён в промышленное производство.
Автор более 200 печатных работ, в том числе 2 монографий, 1 учебника, 2 учебных и 20 методических пособий по физической химии, редактор 5 книг по химии. Под его руководством подготовлено 12 кандидатов наук, среди его учеников — 4 доктора наук.
Лауреат премии Совета министров СССР (1951). Заслуженный профессор МГУ (2003). Заслуженный химик РФ (2003).